# Catalina Aguilar Mastretta
Catalina Aguilar Mastretta (Ciudad de México, 1984) es una guionista, escritora y cineasta mexicana. Dirigió los filmes Las horas contigo (2014), Todos queremos a alguien (2017) y Cindy la regia (2020). Es autora de la novela Todos los días son nuestros (2016).

## Biografía
Catalina Aguilar Mastretta es hija de la escritora Ángeles Mastretta y el periodista Héctor Aguilar Camín. Catalina cursó la licenciatura en Comunicación en la Universidad Iberoamericana, posteriormente, estudió cine en la Universidad de Nueva York y guionismo en el American Film Institute.

## Trayectoria
Aguilar Mastretta realizó Tabacotla, su primer cortometraje, en 2008. En 2010, participó como guionista para la serie televisiva Gritos de muerte y libertad.
En 2014, escribió el guion de la película Echo Park, un drama romántico dirigido por Amanda Marsalis. El filme ─situado en Los Ángeles, California─ explora los conflictos de pareja en relaciones sentimentales infelices.
Debutó como directora de cine en 2014 con Las horas contigo, película para la cual también escribió el guion. La cinta estuvo nominada al premio Ariel como mejor opera prima.
En 2016, Aguilar Mastretta publicó su primera novela, Todos los días son nuestros, acerca de «una historia de amor contemporánea».
Su segundo filme, Todos queremos a alguien, es una comedia romántica bilingüe protagonizada por Karla Souza y José María Yazpik. Fue lanzado en 2017 y obtuvo una recaudación de 100 millones de pesos en cartelera y dos millones de asistentes en salas de cine, ubicándose como la quinta película mexicana más taquillera del año.
En 2018, Catalina participó como guionista de la serie Diablo Guardián, una adaptación de la novela homónima del escritor mexicano Xavier Velasco.
Su tercera película, Cindy la regia, fue una codirección con el cineasta Santiago Limón. La cinta, basada en las tiras cómicas del caricaturista mexicano Ricardo Cucamonga, fue estrenada en salas de cine en enero de 2020. La Cámara Nacional de la Industria Cinematográfica reconoció a Cindy la regia como el filme más taquillero de 2020, con 106 millones de pesos recaudados y 1.8 millones de asistentes.

## Filmografía
| Año  | Película                 | Rol               | Notas                         |
| ---- | ------------------------ | ----------------- | ----------------------------- |
| 2020 | Cindy la Regia           | Dirección         | Codirigida con Santiago Limón |
| 2017 | Todos queremos a alguien | Dirección y guion |                               |
| 2014 | Las horas contigo        | Dirección y guion |                               |
| 2014 | Echo Park                | Guion             |                               |
| 2008 | Tabacotla                | Dirección y guion | Cortometraje                  |

| Año  | Serie                              | Rol                  | Notas        |
| ---- | ---------------------------------- | -------------------- | ------------ |
| 2023 | Cindy la Regia                     | Producción ejecutiva |              |
| 2022 | Welcome to Flatch                  | Dirección            | 2 episodios  |
| 2021 | Genera+ion                         | Dirección            | 2 episodios  |
| 2021 | Ginny & Georgia                    | Dirección            | 2 episodios  |
| 2020 | Historia de un crimen: la búsqueda | Dirección            | 2 episodios  |
| 2019 | Almost Family                      | Dirección            | 1 episodio   |
| 2019 | Superstore                         | Dirección            | 1 episodio   |
| 2019 | Vida                               | Dirección            | 3 episodios  |
| 2018 | Diablo Guardián                    | Creación             | 10 episodios |